# Mordechai Isch Schalom

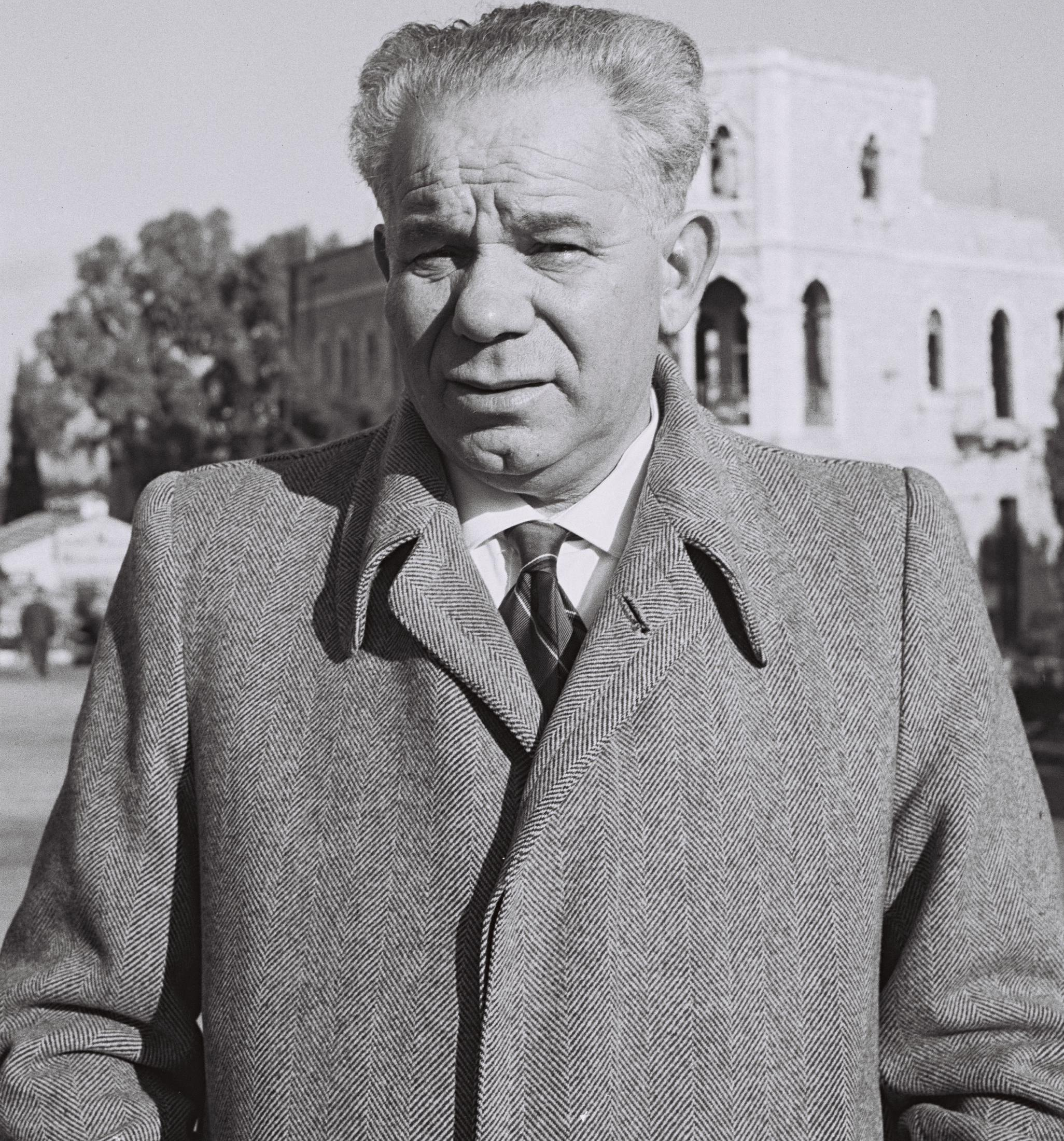
Mordechai Isch Schalom (1959)

Mordechai Isch Schalom (hebräisch מרדכי איש שלום, übersetzt „Mordechai, der Mann des Friedens“; geboren als Mordechai Friedmann; * 2. Januar 1901 in Varėna, Litauen; gestorben am 21. Februar 1991 in Jerusalem) war ein israelischer Politiker (Mapai) und von 1959 bis 1965 Bürgermeister von Jerusalem (Westjerusalem).

## Leben
Isch Schalom wurde 1901 in Litauen unter dem Namen Friedmann als drittes von fünf Kindern geboren. Er wanderte 1923 im Sinne einer Alija in das damalige britische Mandatsgebiet Palästina ein. 1950 wurde er für die Mapai in den Stadtrat von Jerusalem gewählt und bereits 1955 Stellvertreter des Bürgermeisters Gerschon Agron, bevor er schließlich 1959 selbst Bürgermeister wurde. Nachdem er bei den Wahlen 1969 vom 2. Listenplatz der gemeinsamen Liste von Mapai und Rafi verdrängt wurde, zog er seine Kandidatur zurück und trat nicht mehr an.